# 開南中学校 (旧制)
| 開南中学校 | 開南中学校   |
| ---------- | ------------ |
| 創立       | 1936年       |
| 所在地     | 沖縄県那覇市 |
| 初代校長   | 志喜屋孝信   |
| 廃止       | 1945年       |
| 後身校     |              |
| 同窓会     |              |

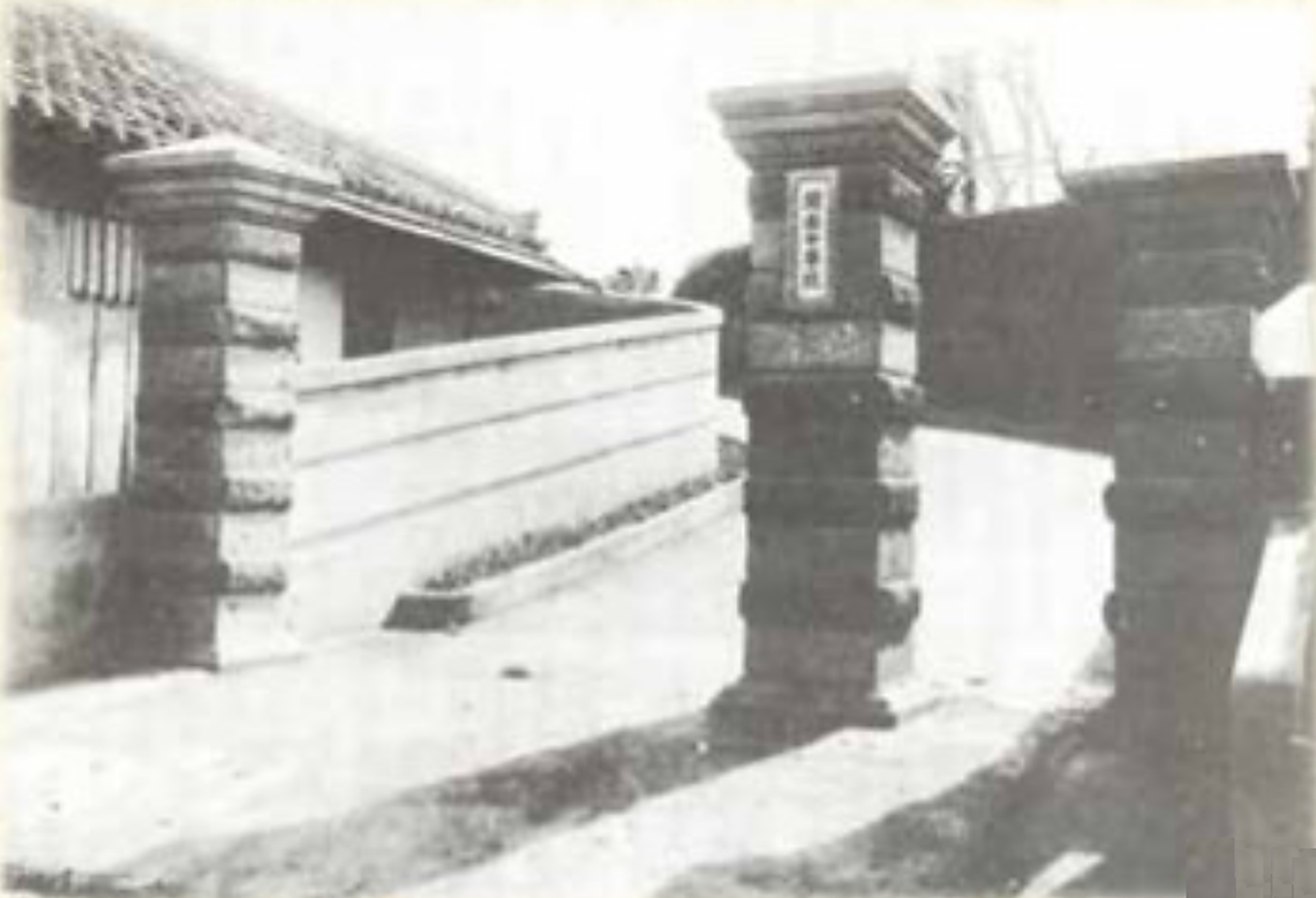
戦前の開南中学校の校門

開南中学校（かいなんちゅうがっこう）は、1936年、沖縄県真和志村（現那覇市樋川）に設立された県内唯一の旧制私立中学校で、創設者は志喜屋孝信。1944年の十・十空襲で校舎が消失、1945年、太平洋戦争末期の沖縄戦で多くの学徒を失い、創設から9年で廃校した。現在は通称地名として、かつての学校所在地一帯に「開南」の名が残っている。

## 沿革
1936年（昭和11年）4月、沖縄県内唯一の私立中学校として那覇市樋川に開校した。初代校長には、戦後に沖縄諮詢会委員長や琉球大学初代学長を務めた志喜屋孝信が就任した。校名は、1911年（明治44年）に白瀬矗が率いた日本初の南極探検隊の船・開南丸に由来し、「日本の南を開く」との意が込められていた。
1944年（昭和19年）夏頃、校舎が沖縄陸軍病院として校舎が接収され、さらには十・十空襲で焼失した。
1945年（昭和20年）沖縄戦に際して、教職員と生徒も他校と同様に学徒兵として編成され、多くの学徒が戦死して廃校となった。
1947年（昭和22年）6月6日、開南中学校跡地に、同校の名にちなんで開南初等学校（現在の那覇市立開南小学校）が開校した。（開南小学校はその後 1952年（昭和27年）に泉崎1丁目の現在地に移転）。
1971年（昭和46年）5月、同窓生によって糸満市の平和創造の森公園内に開南健児之塔が建立された。塔には、教師、卒業生を含めた279人の犠牲者の名前が刻まれている。

## 沖縄戦と開南中学校の学徒兵
沖縄戦では、沖縄県内の全ての中等学校21校に動員がかけられ、女子生徒は15歳から19歳まで、また男子生徒は14歳から19歳までが集められ、上級生は「鉄血勤皇隊」に、下級生は「通信隊」へと編成された。開南中学校も4・5年生は開南鉄血勤皇隊として、2・3年生以下は開南通信隊として、第24師団（山部隊）司令部や第62師団（石部隊）、歩兵第65旅団独立歩兵第23大隊に配属された。また「開南中生に告ぐ」という張り紙により、近くの部隊に随時入隊した学徒も多かったとみられ、その正確な実態を把握するのは難しい。
沖縄県の資料では、明白な名簿や記録が残っていないとのことから、現在も開南中学校の動員された学徒の数および戦死者数は不明と記載されている。これに対して同校の同窓生らは「不明という表現は絶対に受け入れられない」と解明を強く求めてきた。
1970年（昭和45年）頃、同窓会側は沖縄遺族連合会に調査と名簿作成を依頼し、13歳の学徒も戦死していること、沖縄戦当時開南中に在籍し犠牲となった190人を「学徒」として扱ってほしいこと等、主張してきたが、この検証作業はどの公的記録にも反映されていない。
1985年（昭和60年）2月22日、『琉球新報』連載「戦禍を掘る」では、「開南中学から62師団に行った学生は62人。戦死者は50人」と記している。
2019年（令和元年）9月、沖縄戦に動員された学徒の名前や部隊名、住所などを示した厚生労働省の「学徒名簿」が国立公文書館で公開された。厚生労働省が2017年（平成29年）まで保管していたものが国立公文書館に移管されてから2年後に公開されたもので、その中には、これまで動員数や犠牲者数が「不明」とされてきた開南中学校の学徒71人の名前、住所、所属部隊も明記された名簿が含まれていた。犠牲者の中には、やはり13歳で動員され戦死した開南中学徒もいた。沖縄国際大学名誉教授の石原昌家は、この資料は「内容から1955年以降の資料で、当時の厚生省が進めていた学徒隊の復員処理関連の資料ではないか」と推測している。

## 参考資料
- “開南健児の塔”.   公益財団法人沖縄県平和祈念財団. 2020年1月3日閲覧。